# Vieques
Vieques je ostrov v Karibiku náležící k Portoriku ležící východně od Velkého ostrova (šp.„Isla Grande“, ang.„Main Island“). Název ostrova pochází z původního indiánského jména Bieke, které dosud přežívá v povědomí obyvatel. Ze severu omývá ostrov Atlantský oceán. Na jižní leží panenské pláže Karibiku.
Na severní straně, v městečku Isabel Segunda (pojmenovaném po španělské královně Isabele II.) se nachází poslední pevnost, kterou Španělé začali stavět na západní polokouli. Pevnost nebyla nikdy úplně dokončena. Severně od ostrova Vieques leží ostrov Culebra. Na východ se nacházejí americké Panenské ostrovy a dále pak celé Malé Antily.

Mapa Portorika se zvýrazněným ostrovem Vieques
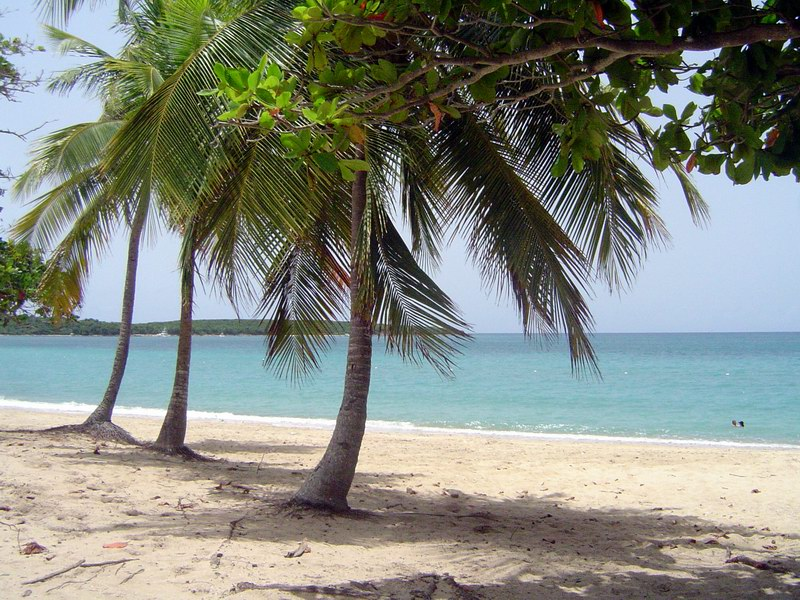
Sun Bay
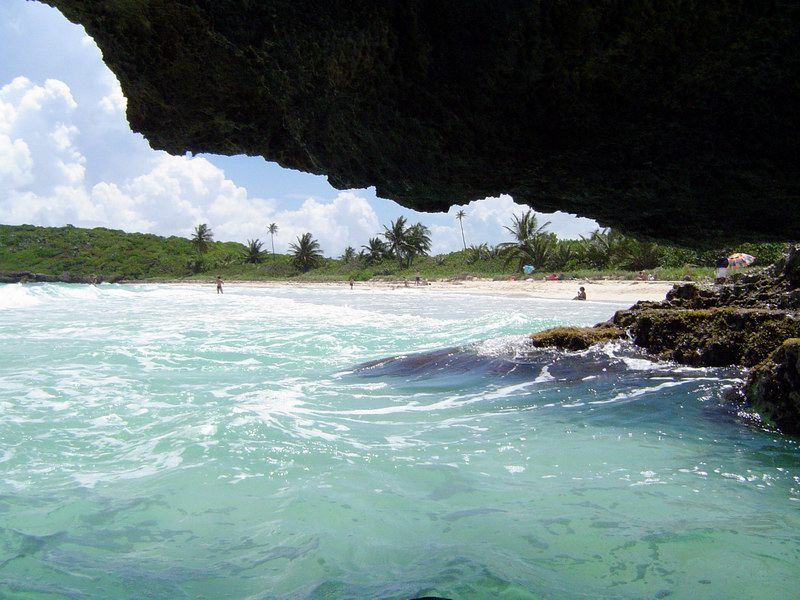
Pláž Navio při pohledu z nedaleké mořské jeskyně
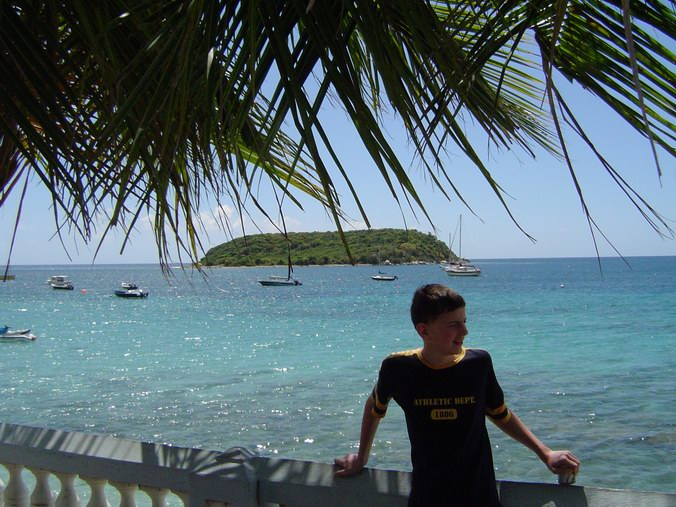
Přístav v Esperanze na jižním pobřeží
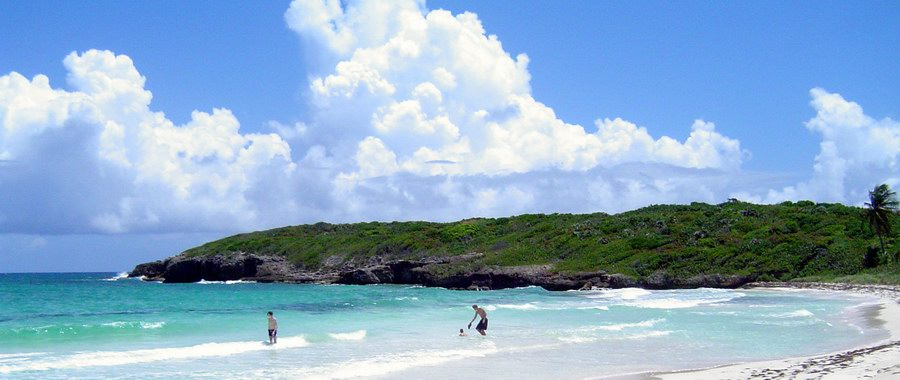
Pláž Navio
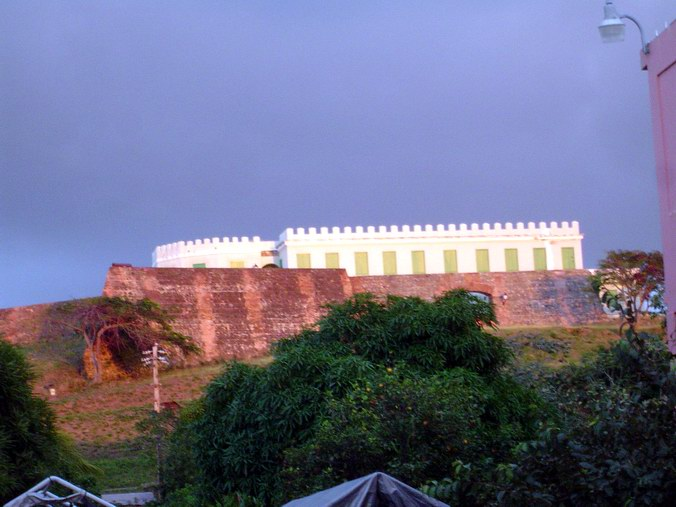
Pevnost Isabel Segunda
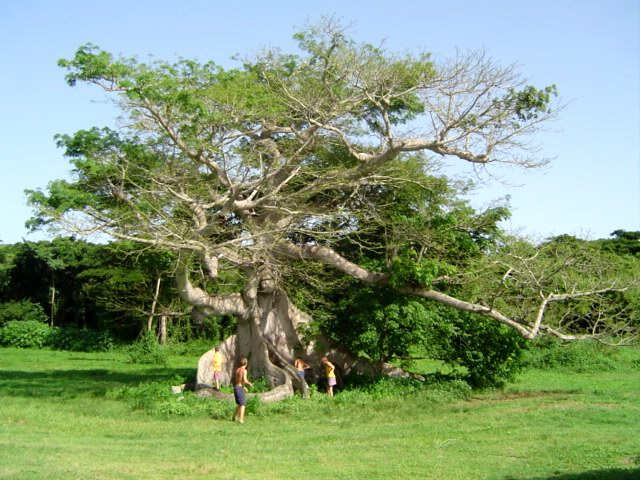
Nejstarší strom na ostrově